# Sima Qian
Sima Qian, o Ssu-ma chen o Ssi-ma chen (司馬遷T, Sīmǎ QiānP; 145 a.C. circa – 86 a.C. circa), è stato uno storico cinese.
Fu uno dei più grandi storici della Cina antica; ereditò dal padre Sima Tan la carica di Prefetto dei Grandi Scribi (太史公; taishigong o tai-shih-kung, gli studiosi di corte) presso la corte di Wu Di (141 - 87 a.C.), il più importante imperatore della dinastia Han. Nel 99 a.C. fu condannato all'evirazione per aver preso le difese del generale Li Ling, che era caduto in disgrazia, ma sopravvisse alla vergogna per portare a termine la prima grande opera storiografica cinese, lo Shiji ("Memorie storiche"), basata su varie fonti raccolte negli archivi di corte e che vennero dallo stesso verificate durante numerosi viaggi di studio per tutta la Cina. Lo Shi Ji tratta della storia della Cina dai primordi (periodo dell'Imperatore Giallo) fino alla caduta della dinastia Qin ed i primi anni della dinastia Han, circa duemila anni di storia. Fu preso come modello per tutte le storie dinastiche redatte dalle dinastie successive e costituisce una fonte storica di valore incalcolabile. Il suo lavoro rappresenta il fondamento della storiografia cinese e la sua opera diede il nome alla stessa storia: la sua carica ufficiale (shi) assunse infatti successivamente nella lingua cinese il significato di "libro di storia" ed infine il significato di "storia". Sima Qian è raffigurato nel Wu Shuang Pu di Jin Guliang (無雙譜, Tavola degli eroi incomparabili).

## Giovinezza ed educazione
Sima Qian nacque e crebbe a Longmen, nei pressi della moderna Hancheng, in una famiglia di astrologi. Suo padre Sima Tan serviva come Prefetto dei Grandi Scribi dell'imperatore Wudi di Han. La sua maggiore responsabilità era di amministrare la libreria imperiale e di mantenere e riformare il calendario. Grazie all'approfondita formazione che ebbe da suo padre, già all'età di dieci anni Sima Qian era un profondo conoscitore degli antichi testi. Fu studente dei famosi filosofi confuciani Kong Anguo (孔安國) e Dong Zhongshu. All'età di venti anni, Sima Qian iniziò un viaggio attraverso il paese, visitando antichi monumenti, tra cui la tomba dell'antico e saggio imperatore Yǔ, fondatore della dinastia Xia presso le montagne Kuaiji e dell'imperatore Wu in Hunan.
Egli visitò anche Shandong, Yunnan, Hebei, Zhejiang, Jiangsu, Jiangxi e Hunan.

## Ufficiale di corte presso la dinastia Han
Dopo i suoi viaggi, Sima ebbe un incarico nel governo come Custode di Palazzo, i cui compiti erano quelli di ispezionare le varie parti del paese con l'imperatore Wudi. Nel 110 a.C., all'età di 35 anni fu inviato ad ovest con una spedizione militare contro alcune tribù barbare. Quell'anno, suo padre si ammalò e non poté assistere al Sacrificio Imperiale di Feng. Pensando di essere prossimo alla morte, richiamò suo figlio a casa per affidargli il compito di completare la ricerca storica che aveva iniziato: Sima Tan voleva proseguire gli annali del Periodo delle primavere e degli autunni - la prima cronaca nella storia della letteratura cinese. Spinto dall'ispirazione di suo padre, Sima Qian cominciò la compilazione dello Shiji nel 109 a.C. Tre anni dopo la morte di suo padre, Sima Qian divenne Grande Storico di corte. Nel 105 a.C. era fra gli studiosi incaricati di riformare il calendario. Come funzionario anziano, Sima era anche nella posizione di poter dare consigli all'imperatore sugli affari generali dello stato.

### Lo scandalo Li Ling

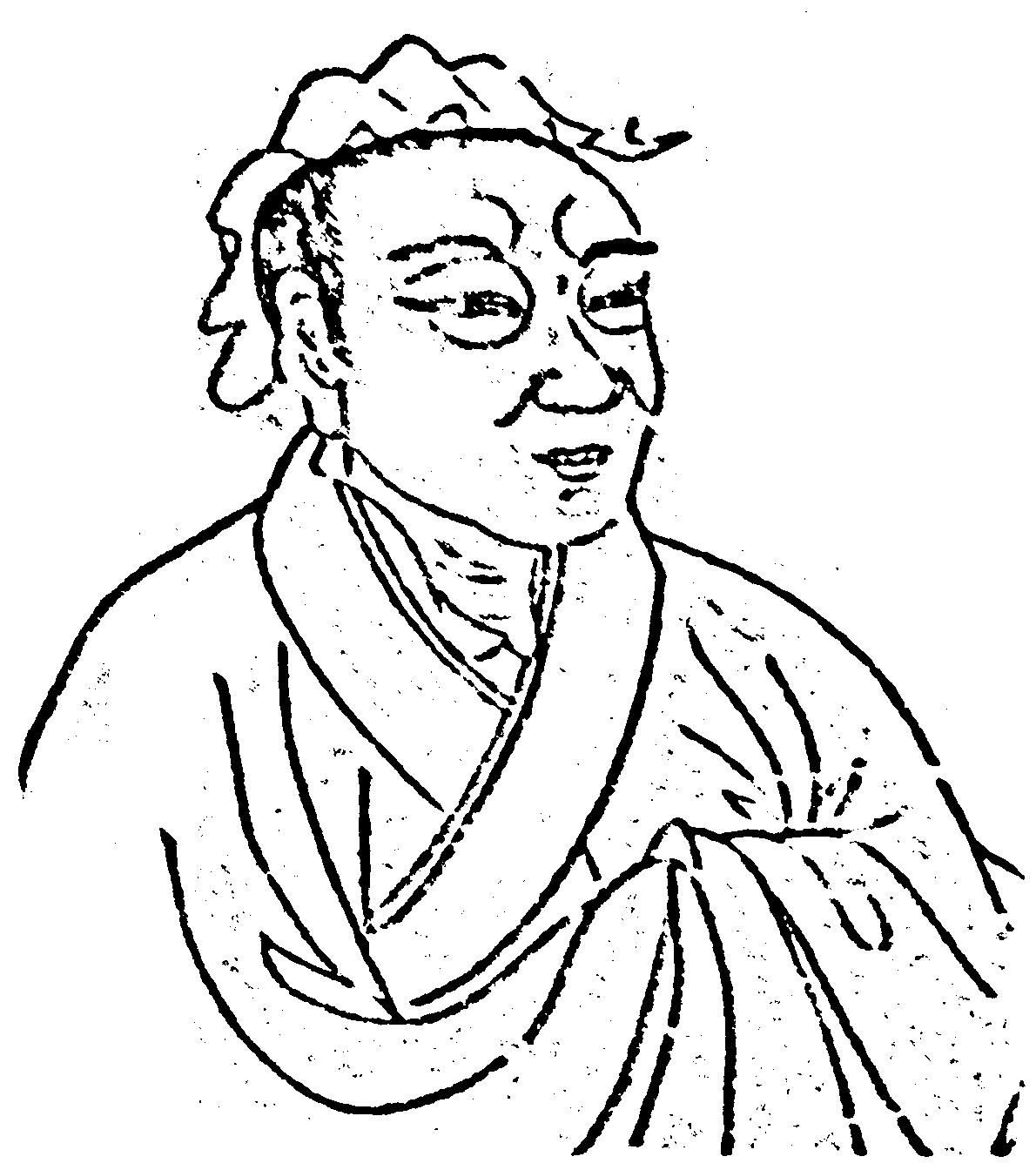
Ritratto di Sima Qian

Nel 99 a.C., Sima Qian fu coinvolto nella vicenda Li Ling: i generali Li Ling e Li Guangli (李广利), comandanti di una grande spedizione militare contro la tribù degli Xiongnu a nord, furono circondati, sconfitti e lo stesso Li Ling preso prigioniero. La grave sconfitta ebbe una grande risonanza in tutta la Cina e l'imperatore avviò un processo pubblico per punire i colpevoli. Al termine del processo l'imperatore Wudi attribuì la colpa della sconfitta al tradimento del generale Li Ling, che nel frattempo aveva chiesto asilo presso gli Xiongnu (vedi la pagina a lui dedicata per i dettagli), e lo condannò a morte con tutti i suoi collaboratori. Sima fu l'unico funzionario di corte a difendere Li Ling, di cui non era mai stato amico ma che rispettava. L'imperatore Wudi interpretò la difesa di Sima come un attacco contro Li Guangli di cui era cognato e condannò Sima a morte. A quei tempi la condanna a morte poteva essere riscattata o con una pesante multa o con la castrazione. Non avendo Sima abbastanza denaro per riscattare la sua vita dovette scegliere la seconda. Fu così castrato e rinchiuso in carcere, dove rimase tre anni. Egli descrive così le sue sofferenze: "Quando vedi il carceriere ti inginocchi e pieghi il capo vergognosamente fino a terra. Alla sola vista dei suoi subalterni sei preso dal terrore... Una simile ignominia non può essere più cancellata". Nel 96 a.C., alla sua liberazione dalla prigione, Sima scelse di vivere a corte come eunuco in modo da terminare le sue storie, piuttosto che suicidarsi come prescriveva l'etichetta per un funzionario di corte caduto in disgrazia.
(Sima Qian, traduzione di Burton Watson)

## Storico

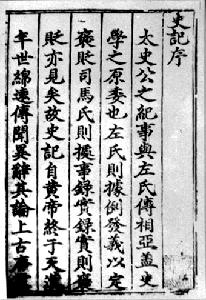
La prima pagina dello Shiji.

Sebbene lo stile e la forma degli scritti storici cinesi sia variata attraverso gli anni, lo Shiji definì la qualità e lo stile da allora in avanti. Prima di Sima, le storie erano scritte come rapporto di certi eventi o di certi periodi della storia degli stati; la sua idea di una storia generale influenzerà i maggiori storiografi successivi, come Zheng Qiao (鄭樵) quando scrisse il Tongsi (通史) e come Sima Guang (司馬光) quando scrisse lo Zizhi Tongjian (資治通鑑). Il formato degli scritti storici cinesi delle croniche dinastiche o Jizhuanti, fu codificato nella storiografia della seconda dinastia da Ban Gu(班固), storiografo dell'imperatore Han Shu (漢書), ma gli storiografi considerarono il lavoro di Sima come il loro modello, il "formato ufficiale" per la storia della Cina.
Nello scrivere lo Shiji, Sima introdusse un nuovo stile di presentazione della storia in una serie di biografie. Il suo lavoro si sviluppò in 130 capitoli - non in successione storica, ma divisi in soggetti particolari, che includono gli annali, le cronache e i trattati - sulla musica, cerimonie, calendari, religione, economia, e biografie esterne. Grande fu l'influenza di Sima sullo stile storiografico anche di altri paesi vicini, come la storia del regno di Goryeo (coreano) del Samguk sagi (三國史記).
Sima adottò un nuovo metodo nel selezionare i dati storici ed un nuovo approccio alla scrittura dei racconti storici. Egli analizzò le storie e selezionò quelle che potevano servire per lo Shiji. Aveva intenzione di scoprire i modelli e i principi dello sviluppo della storia umana. Sima ha anche sottolineato, per la prima volta nella storia della Cina, il ruolo dei singoli uomini nell'influenzare lo sviluppo storico della Cina. Inoltre ha anche proposto la sua interpretazione della storia secondo cui una nazione non può sfuggire al destino dei cicli storici di sviluppo e declino. A differenza dell'Hanshu, che fu scritto sotto la supervisione della dinastia imperiale, lo Shiji fu un testo di storia scritto privatamente. Sebbene Sima fosse il Prefetto dei Grandi Scribi nel governo Han, egli rifiutò di scrivere lo Shiji come una storia ufficiale riferita solo alle persone di alto rango. L'opera racconta anche di persone di classe non elevata ed è perciò considerato un "racconto veritiero" degli aspetti più oscuri della dinastia.

## Figure letterarie
Lo Shiji di Sima è rispettato come modello delle letteratura biografica di alto valore letterario e rimane ancora un libro di testo per gli studi della classicità cinese. il lavoro di Sima influenzò la scrittura cinese, servendo come modello ideale per molti tipi di prosa del movimento neoclassico ("rinascimento" 復古) durante il periodo della dinastia Tang e della dinastia Song (唐宋). Il grande uso di caratterizzazione e trame ha anche influenzato la scrittura narrativa, tra cui i classici racconti brevi del periodo medio e tardo-medievale nel periodo della dinastia Tang e della dinastia Ming così come il romanzo vernacolare del periodo tardo imperiale.
La sua influenza è derivata principalmente dai seguenti elementi della sua scrittura: la sua abile rappresentazione di personaggi storici con i dettagli dei loro discorsi, conversazioni, ed azioni; il suo uso innovativo di un linguaggio informale, umoristico e variegato (anche Lu Xun (魯迅) considerò lo Shiji come "la canzone storica più perfetta, un 'Li Sao' senza rime" (史家之絕唱，無韻之離騷) nel suo Hanwenxueshi Gangyao (《漢文學史綱要》); e per il suo stile semplice e conciso.

### Altre opere letterarie
La famosa lettera di Sima al suo amico Ren An sulle sue sofferenze durante lo scandalo Li Ling e la sua perseveranza nella scrivere lo Shiji è vista ancora oggi come un alto esempio da ammirare di integrità di studioso, che si studia in Cina ancora oggi. Sima Qian scrisse anche otto rapsodie Fu (賦) che sono elencate nel trattato bibliografico Hanshu. Tutte tranne una, la "Rapsodia in Lamento per un Gentiluomo che non soddisfare il loro tempo" (士 不 遇 赋) sono andate perdute, e anche quella superstite probabilmente non è completa.

## Astronomia
Sima Qian e suo padre Sima Tan furono entrambi grandi astronomi di corte (taishi) 太史 della prima dinastia Han. A quei tempi, gli astronomi avevano l'importante ruolo di interpretare la predizione e l'andamento del governo in accordo con l'influenza del Sole, la Luna, le stella ed altri fenomeni come le eclissi solari ed i terremoti (erano anche astrologhi).
Prima di scrivere lo Shiji, nel 104 a.C., Sima Qian compilò il Taichuli (太初), che può essere tradotto come il 'Primo calendario', sulle basi del calendario della Dinastia Qin. Il  Taichuli fu uno dei più avanzati calendari del tempo. la creazione del Taichuli fu considerata una rivoluzione nella tradizione del calendario cinese in quanto stabilì la lunghezza dell'anno in 365.25 giorni e del mese in 29.53 giorni.
Uno dei pianetini (il 12620) è stato chiamato Simaqian in suo onore.